# Desa Sukagalih (administrativ by i Indonesien, lat -6,87, long 107,93)
Desa Sukagalih är en administrativ by i Indonesien.   Den ligger i provinsen Jawa Barat, i den västra delen av landet, 140 km sydost om huvudstaden Jakarta.